# Ielyzavethradka
Ielyzavethradka (ukrainien : Єлизаветградка, russe : Елизаветградка) est une commune urbaine de l'oblast de Kirovohrad, en Ukraine. Elle compte 1 142 habitants en 2021.